# Blaise
Blaise (The British Library's Automated Information Service), é o Serviço de Informação Automatizada da Biblioteca Britânica. É um serviço oferecido pela Biblioteca Britânica mediante assinatura. Fornece acesso aos arquivos da Biblioteca Britânica e outras bibliotecas, cobrindo milhões de registros em mais de vinte bases de dados. Este serviço é ideal para profissionais  de informação que desejam realizar tarefas como: verificar o status de itens publicados no Reino Unido ou esclarecer cabeçalhos de assunto da Library of Congress. Os bibliotecários que necessitam de registros MARC completos para inclusão em sistemas de catalogação automatizados podem fazer uso dos serviços oferecidos por Blaise Records.